# When a Man's Married His Trouble Begins
When a Man's Married His Trouble Begins é um filme mudo norte-americano de 1911, do gênero comédia. O nome do diretor não é mencionado.